# Sebastian Francis
Sebastian Francis (Johor Bahru, 11. studenog 1951.) malezijski je prelat Katoličke Crkve. Od 2011. biskup je Penanga.
Na njegovoj biskupskoj posveti sudjelovalo je 10 000 katolika.